# RawFaith
RawFaith fue un barco de vela de madera construido y propiedad de George McKay en Maine, Estados Unidos.

## Hundimiento

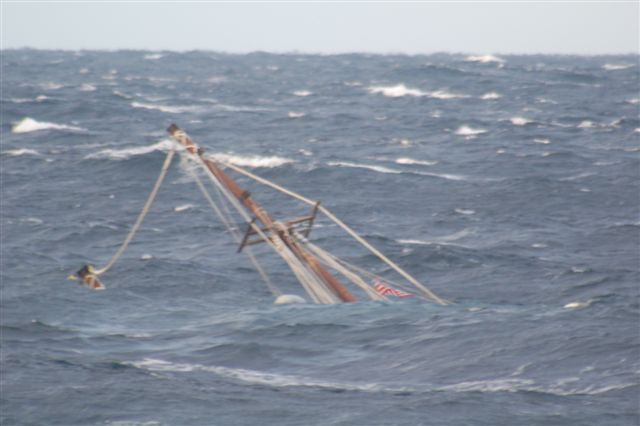
Dos de los mástiles del RawFaith sobresalen del agua mientras el barco se hunde en el Océano Atlántico el 8 de diciembre de 2010.

El 8 de diciembre de 2010, el RawFaith comenzó a hacer agua en mares agitados frente a la costa de Nantucket y se hundió a 1.800 m (6.000 pies) de profundidad. Dos personas habían sido rescatadas del barco por un helicóptero de la Estación Aérea de la Guardia Costera de Cape Cod el día anterior.